# Dammsjön (Alingsås socken, Västergötland, 643078-130616)
Dammsjön är en sjö i Alingsås kommun i Västergötland och ingår i Göta älvs huvudavrinningsområde. Sjön är 15,2 meter djup, har en yta på 0,14 kvadratkilometer och är belägen 126,2 meter över havet.

## Delavrinningsområde
Dammsjön ingår i det delavrinningsområde (642512-129848) som SMHI kallar för Utloppet av Mjörn. Medelhöjden är 81 meter över havet och ytan är 155,69 kvadratkilometer. Räknas de 46 avrinningsområdena uppströms in blir den ackumulerade arean 1 115,33 kvadratkilometer. Säveån som avvattnar avrinningsområdet har biflödesordning 2, vilket innebär att vattnet flödar genom totalt 2 vattendrag innan det når havet efter 46 kilometer. Avrinningsområdet består mestadels av skog (41 procent). Avrinningsområdet har 55,73 kvadratkilometer vattenytor vilket ger det en sjöprocent på 35,8 procent. Bebyggelsen i området täcker en yta av 8,65 kvadratkilometer eller 6 procent av avrinningsområdet.